# Ihr dunkler Punkt
Ihr dunkler Punkt ist ein 1928 entstandener, deutscher Stummfilm von Johannes Guter mit dem Liebesfilm-Traumpaar jener Zeit, Lilian Harvey (hier in einer Doppelrolle) und Willy Fritsch als Hauptdarsteller. Der Geschichte lag die Novelle “Die Dame mit dem schwarzen Herzen” von Frank Maraun zugrunde.

## Handlung
“Ihr dunkler Punkt” – das ist weniger auf die finstere Vita der gerissenen Juwelendiebin Yvette gemünzt als vielmehr auf ein markantes Muttermal, das den Oberschenkel der Ganovin ziert. Die große Ähnlichkeit mit der Baronesse Lilian von Trucks hat bereits dazu geführt, dass die Adelige schon mehrfach von der Polizei festgehalten und für den weiblichen Langfinger gehalten wurde. Nun reicht es Lilian. Zwar besitzt sie blonde Haare, während Yvette brünett ist, und sie hat auch keinen dunklen Punkt, aber Lilian findet, dass ihre gesichtsgleiche Doppelgängerin endlich weggesperrt gehört und macht sich deshalb selbst auf Verbrecherinjagd.  Dafür setzt sie sich erst einmal eine dunkle Perücke auf und lernt den charmanten Erik Termeulen kennen, der sie gleichfalls mit der Kriminellen verwechselt. Lilians erste heiße Spur führt nach Nizza. 
Im mondänen Umfeld der Côte d’Azur spürt Lilian die echte Yvette auf und erfährt, dass ihre Bande es auf die Juwelen eines Diamantenhändlers abgesehen hat, und das ist ausgerechnet Erik! Lilian verschafft sich Zugang zur Bande, sodass nun Erik tatsächlich glauben muss, dass er mit Lilian die langfingrige Yvette vor Augen hat. Es folgen lustspielentsprechend diverse Situationen, wo sich eine Verwechslung an die andere reiht. Um Erik vor dem Verlust seines funkelnden Besitzes zu schützen, will Lilian seine Diamanten an sich nehmen und verstecken, um sie ihm später wiederzugeben. Doch da ist Yvette schneller und hat die Klunker bereits an sich genommen. Lilian ist untröstlich, doch als schließlich Yvette in Polizeigewahrsam genommen wird, erklärt Erik Lilian, die er inzwischen lieb gewonnen hat, dass sich die ganze Aufregung eh nicht gelohnt hätte: die Steine waren wertlose Imitate! Lilian entfernt die dunkle Perücke, und nun kann sich das junge Glück endlich in die Arme fallen.

## Produktionsnotizen
Ihr dunkler Punkt entstand im Herbst 1928 im UFA-Studio in Berlin-Tempelhof, passierte die Zensur am 21. Dezember desselben Jahres und wurde am 19. Januar 1929 uraufgeführt. Der für die Jugend verbotene Siebenakter besaß eine Länge von 2621 Meter.
Günther Stapenhorst übernahm die Produktionsleitung, Jacques Rotmil entwarf die Filmbauten. Willy Zeunert war Aufnahmeleiter.

## Kritiken
Die Illustrierte Kronen-Zeitung resümierte: „Lilian Harvey kann in der Doppelrolle mit ihrer erquickenden geistigen Frische paradieren. Der Regisseur Johannes Guter bewegt sich nur auf ausgefahrenen Geleisen.“
Der Allgemeine Tiroler Anzeiger urteilte: „Lilian Harvey, die mit Geschick die verschiedenen Temperamente auseinanderzuhalten weiß, entfaltet so viel Laune und Humor, ist so drollig ausgelassen und liebreizend, daß man die harmlose, doch amüsant inszenierte Angelegenheit mit Vergnügen hinnimmt.“